# 羅曼尼夫卡 (斯特雷區)
49°11′32″N 24°13′32″E / 49.19222°N 24.22556°E
羅曼尼夫卡（烏克蘭語：Романівка）是烏克蘭西部的村莊，隸屬利維夫州的斯特雷區。該村面積2.16平方公里，海拔高度299米，2001年人口46，人口密度每平方公里21.3人。